# 가야초등학교 (경남)
가야초등학교는 대한민국 경상남도 함안군 가야읍 도항리에 있는 공립 초등학교이다.

## 학교 연혁
- 1922년 10월 2일 가야공립보통학교 개교
- 1938년 4월 1일 가야공립심상소학교 개칭[1]
- 1941년 4월 1일 가야공립국민학교 개칭[2]
- 1951년 4월 1일 가야국민학교 개칭
- 1959년 12월 24일 중앙국민학교 분리
- 1964년 3월 8일 아라국민학교 분리
- 1981년 2월 20일 병설유치원 인가 개설
- 1996년 3월 1일 가야초등학교 개칭[3]
- 2002년 1월 18일 다목적교실(급식소) 개축
- 2005년 10월 11일 급식현대화 시설 준공
- 2016년 6월 14일 가야 유소년 승마단 창단식

## 학교 상징
- 교화 - 장미 : 꽃은 아름답고 독특한 향기를 지님 상냥하고 정의감이 강한 어린이를 상징 연중 꽃이 피며 우리 고장에서 많이 재배함 학교의 무궁한 번영을 상징함
- 교목 - 은행나무 : 은행나무는 살아있는 화석으로 불리며 많은 곳에 사용되고 있는 나무이다. 크고 아름다우며 건강하게 오래 사는 은행나무의 모습을 본받자.

## 참고 자료
- 가야초등학교 - 한국교육학술정보원 학교알리미